# Wilhelm Vershofen

Wilhelm Vershofen

Wilhelm Vershofen (* 25. Dezember 1878 in Bonn; † 30. April 1960 in Tiefenbach bei Oberstdorf) war ein deutscher Wirtschaftswissenschaftler, Politiker (DDP) und Schriftsteller.

## Leben und Beruf
Vershofen wurde in Bonn geboren und verbrachte Teile seiner Schulzeit in London und Deal (Grafschaft Kent). Er absolvierte eine kaufmännische Lehre in Köln und studierte von 1901 bis 1906 in Jena, Bonn und München Germanistik, Anglistik, Philosophie, Kunstgeschichte, Jurisprudenz und Volkswirtschaftslehre. 1904 wurde er in Bonn mit einer Arbeit über Shakespeare zum Doktor der Philosophie promoviert (Charakterisierung durch Mithandelnde in Shakespeare’s Dramen). Von 1906 bis 1918 war er Oberlehrer in Jena. 1912 gründete er den Bund der Werkleute auf Haus Nyland in Hopsten, eine Vereinigung für schöpferische Arbeit. Von 1912 bis 1914 gab er gemeinsam mit seinem Schwager Josef Winckler die Vierteljahresschrift Quadriga heraus (das Zeitschriftenunternehmen wurde von 1918 bis 1921 unter dem Titel Nyland weitergeführt). Er gilt mit Winckler als einer der Vorreiter der deutschen Industriedichtung.

Nutzenschema nach Vershofen

1918 wurde er Syndikus der Handelskammer Sonneberg und versuchte den ruinösen Wettbewerb der Spielwarenproduzenten Thüringens zu verhindern, indem er die Bildung von Verbänden anregte. 1919 wurde er Leiter des Verbandes der deutschen Porzellanindustrie, welchen er völlig neu organisierte. 1921 nahm er einen Lehrauftrag an der Handelshochschule Nürnberg an und wurde dort 1924 zum Ordinarius für Wirtschaftswissenschaften berufen. Vershofen hatte eine Forschungsorganisation mitgebracht, „die er während seiner Tätigkeit für die deutsche Porzellanindustrie gegründet hatte. Er reorganisierte sie und benannte sie 1925 in Institut für Wirtschaftsbeobachtung der deutschen Fertigware um.“ Nach der erfolgreichen Integration verschoben sich die wissenschaftlichen Schwerpunkte des Instituts zur speziellen Marktforschung und Kostenforschung. Dabei war Ludwig Erhard sein wissenschaftlicher Assistent. Im November 1933 unterzeichnete Vershofen das Bekenntnis der deutschen Professoren zu Adolf Hitler. 1934 wurde auf seine Anregung und Vorarbeit hin die Gesellschaft für Konsumforschung gegründet. Vershofen gilt als Begründer der modernen Marktforschung in Deutschland. 1940 entwickelte er das Nutzenschema zur Beschreibung der Bedeutung von Konsumgütern für den Konsumenten.

## Abgeordneter
Im Kaiserreich gehörte er der Fortschrittlichen Volkspartei an und war für diese bei der Reichstagswahl 1912 erfolglos Kandidat im Reichstagswahlkreis Großherzogtum Sachsen-Weimar-Eisenach 3. Vershofen war 1919/20 Mitglied der Weimarer Nationalversammlung für die Deutsche Demokratische Partei. Im Gegensatz zur Mehrheit seiner Fraktionskollegen stimmte er am 22. Juni 1919 für den Abschluss des Versailler Vertrages.

## Auszeichnungen
- 1952: Preis der Stadt Nürnberg
- 1953: Großes Verdienstkreuz der Bundesrepublik Deutschland
- 1959: Bayerischer Verdienstorden

## Wilhelm-Vershofen-Gedächtnis-Medaille
- 1964 Clodwig Kapferer
- 1966 Carl Hundhausen
- 1992 Heribert Meffert

## Werke
- Charakterisierung durch Mithandelnde in Shakespeare’s Dramen. Bonn: Hanstein, 1905.

- „Die Reisen des Optimisten Kunz von der Rosen“. Jena: Bernhard Vopelius Verlag, 1910
- Der Fenriswolf – eine Finanznovelle, aus der Quadriga. Jena: Diederichs, 1914, 117 S. (1913 bereits anonym als Fortsetzungsgeschichte in der „Quadriga“, der Vierteljahresschrift der Werkleute auf Haus Nyland erschienen)
- Das Weltreich und sein Kanzler, vom Verfasser des „Fenriswolf“ [d. i. Wilhelm Vershofen]. Jena: Eugen-Diederichs-Verlag, 1917, 165 S.
- Amerika. Drei Kapitel der Rechtfertigung, Jena: Eugen-Diederichs-Verlag, 1917, 44 S.
- Tyll Eulenspiegel. Ein Spiel von Not und Torheit. Jena: Diederichs, 1919.
- Der hohe Dienst (Weihespiel), 1921
- Die Statistik der Wirtschaftsverbände. Bamberg: Keramos-Verlag, 1924, 55, 19 S. (Nürnberger Beiträge zu den Wirtschaftswissenschaften; Heft 1)
- Svennenbrügge – Das Schicksal einer Landschaft, 1928
- Die Marktverbände, I. Teil. Nürnberg, Hochschulbuchhandlung Krische & Co, 1928, 180 S.
- Rhein und Hudson. Dreizehn Grotesken, Walther-Gericke-Verlag, Wiesbaden 1929
  - als Neuauflage: Rheinische Verlags-Anstalt, Wiesbaden 1970
- Wirtschaft als Schicksal und Aufgabe. Darmstadt: O. Reichl, 1930, X, 344 S.
  - als Neuauflage: Wiesbaden: Necessitas-Verlag, 1950, IV, 342 S.
- Licht im Spiegel. Staufen-Verlag, Köln, 1934, 90 S.
- Poggeburg – Geschichte eines Hauses, 1934
- Über die betriebswirtschaftlichen und wirtschaftspolitischen Aufgaben der Organisationen der gewerblichen Wirtschaft. Frankfurt am Main: Brönner, 1936, 18 S. (Rhein-Mainische Wirtschafts-Zeitung: Beihefte)
- Tat und Vorbild. 125 Jahre C. M. Hutschenreuther, Hohenberg, 1814-1939. Bamberg: Bamberger Verlagshaus, 1939, 61 S.
- Zwischen Herbst und Winter, Essener Verlagsanstalt, Essen 1939
- Handbuch der Verbrauchsforschung, Band 1: Grundlegung. Berlin: Heymann, 1940, 185 S.
  - als Neuauflage Die Marktentnahme als Kernstück der Wirtschaftsforschung, Berlin; Köln: Heymann, 1959, 196 S.
- Das Jahr eines Ungläubigen. Stuttgart; Berlin: Deutsche Verlags-Anstalt, 1942, 263 S.
- Hauswerk und Siedlung, Albert-Nauck-Verlag, Berlin 1946
- Die sittlichen Grundlagen der Konsumgenossenschaft. Genossenschaftliche Schriftenreihe Nr. 1, Verlag des Zentralverbandes deutscher Konsumgenossenschaften für das Vereinigte Wirtschaftsgebiet e. V., 1948 ?

- Erlebnis und Verklärung, 1949
- Wirtschaft als Schicksal und Aufgabe.Necessitas Verlag Wiesbaden 1950 Reprint
- Das silberne Nixchen oder Tünnes und Schäl, Necessitas-Verlag, Wiesbaden 1951
- Die Anfänge der chemisch-pharmazeutischen Industrie. Eine wirtschaftshistorische Studie. Aulendorf in Württemberg: Editio Cantor, 151 S.; Band 2: 1952, 120 S.; Band 3: Wirtschaftsgeschichte der chemisch-pharmazeutischen Industrie 1870–1914, 1958, 155 S.
- Die Identität, Gleichheit und Entsprechung. In: Wirtschaft und Gesellung. Festschrift für Hans Proesler zu seinem 65. Geburtstage. Hrsg. von Max Rudolf Lehmann. Erlangen: Palm & Enke, 1953, VII, 292 S. (Beiträge zur Lehre von den Wirtschafts- und Sozialwissenschaften)
- Der große Webstuhl, 1954
- Es ist merkwürdig .... Mainz: Mainzer Verlagsanstalt, 1956, 72 S.
- Philosophische Schriften. München: List, 1966.